# Tarzan of the Apes (1918)
Tarzan of the Apes is een Amerikaanse stomme film uit 1918, gebaseerd op het gelijknamige boek van Edgar Rice Burroughs. De film werd geregisseerd door Scott Sidney. Hoofdrollen werden vertolkt door Elmo Lincoln, Enid Markey, George B. French en Gordon Griffith.
Dit was de eerste Tarzan-film ooit gemaakt. De film behandelt alleen de eerste helft van het boek. De rest van het boek is verfilmd in de volgende film, The Romance of Tarzan.

## Verhaal
John en Alice Clayton, Lord en Lady Greystoke, bevinden zich bij aanvang van de film op een schip genaamd de Fuwalda, dat op weg is naar Afrika. Wanneer er een muiterij uitbreekt op het schip, redt de zeeman Binns het echtpaar van moord. In plaats daarvan worden ze achtergelaten op de kust van Afrika. Hier bevalt Alice van hun zoon.
Al snel komen John en Alice om het leven, waarna hun zoon wordt geadopteerd door de apin Kala, die hem opvoedt als haar zoon. Tarzan groeit op bij de apen en wordt uiteindelijk hun leider.
Wanneer Binns, die zelf 10 jaar lang gevangen heeft gezeten bij Arabieren, terugkeert naar de jungle in de hoop de Claytons te vinden, ontdekt hij Tarzan. Hij reist af naar Engeland om het nieuws te melden aan Tarzans familie daar. Een expeditie geleid door professor Porter vertrekt naar Afrika om Tarzan op te sporen. Ondertussen wordt Kala gedood door een jager van een Afrikaanse stam. Dit leidt tot een heftige vete tussen Tarzan en de stam.
Wanneer de expeditie in Afrika arriveert, wordt Porters dochter Jane gevangen door de stam. Tarzan redt haar, en de twee worden verliefd.

## Cast
| Acteur           | Personage                     |
| ---------------- | ----------------------------- |
| Elmo Lincoln     | Tarzan                        |
| Enid Markey      | Jane Porter                   |
| True Boardman    | John Clayton, Lord Greystoke  |
| Kathleen Kirkham | Alice Clayton, Lady Greystoke |
| George B. French | Binns, a sailor               |
| Gordon Griffith  | Tarzan, younger               |
| Colin Kenny      | Greystoke's nephew            |
| Thomas Jefferson | Professor Porter              |
| Bessie Toner     | Bar Maid                      |
| Jack Wilson      | Captain of the Fuwalda        |

## Achtergrond
Van alle Tarzanfilms wordt deze doorgaans gezien als meest trouw aan het originele boek. De enige noemenswaardige aanpassing is het personage Binns. In de film redt hij de Claytons van de eerste muiterij. In het boek is hij lid van Porters team dat slachtoffer wordt van een tweede muiterij.
De film veroorzaakte een hausse aan spin-offs: tussen 1918 en 1928 werden ten minste acht bioscoopfilms over Tarzan gemaakt.